# Meinolfuskapelle (Büren)

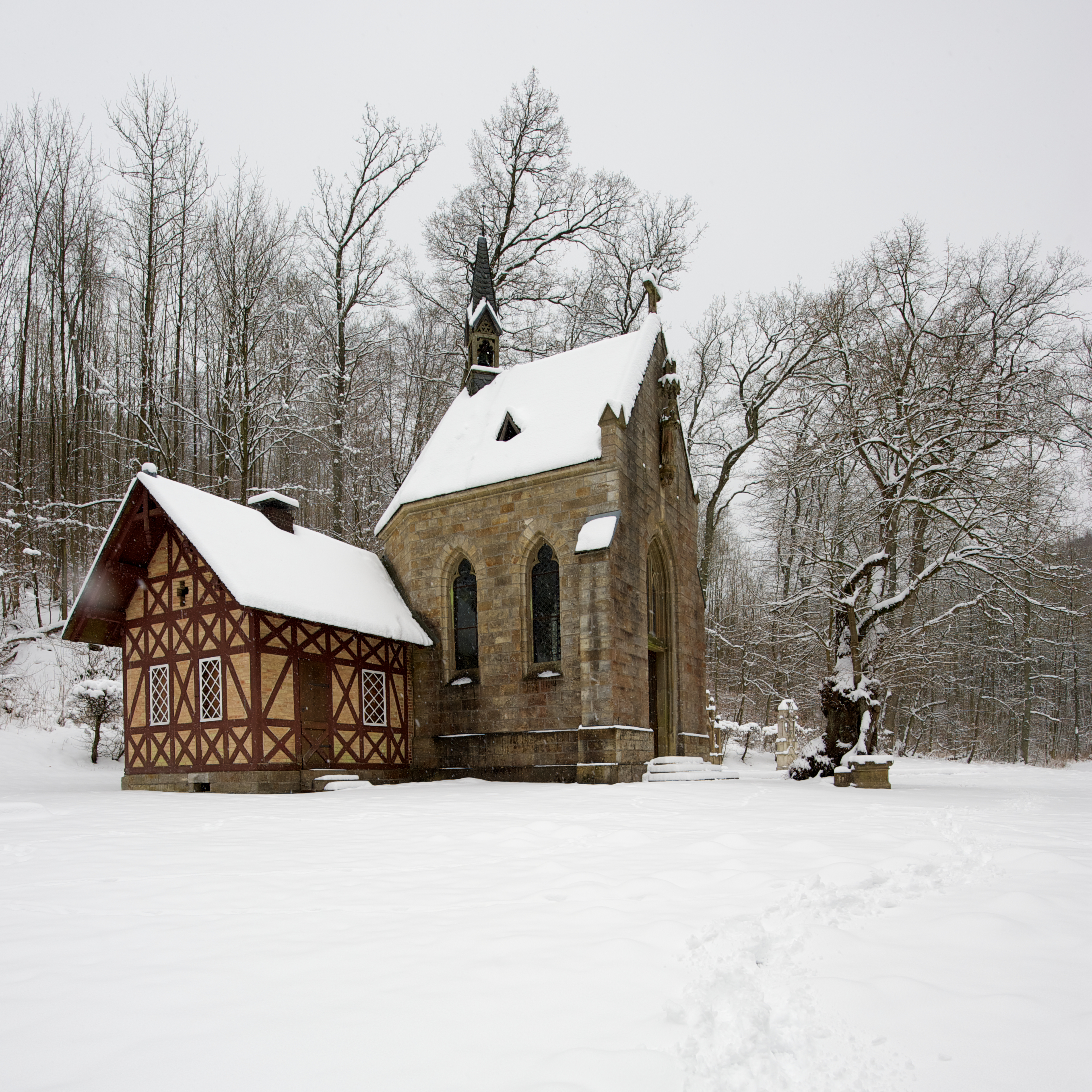
Meinolfuskapelle bei Böddeken

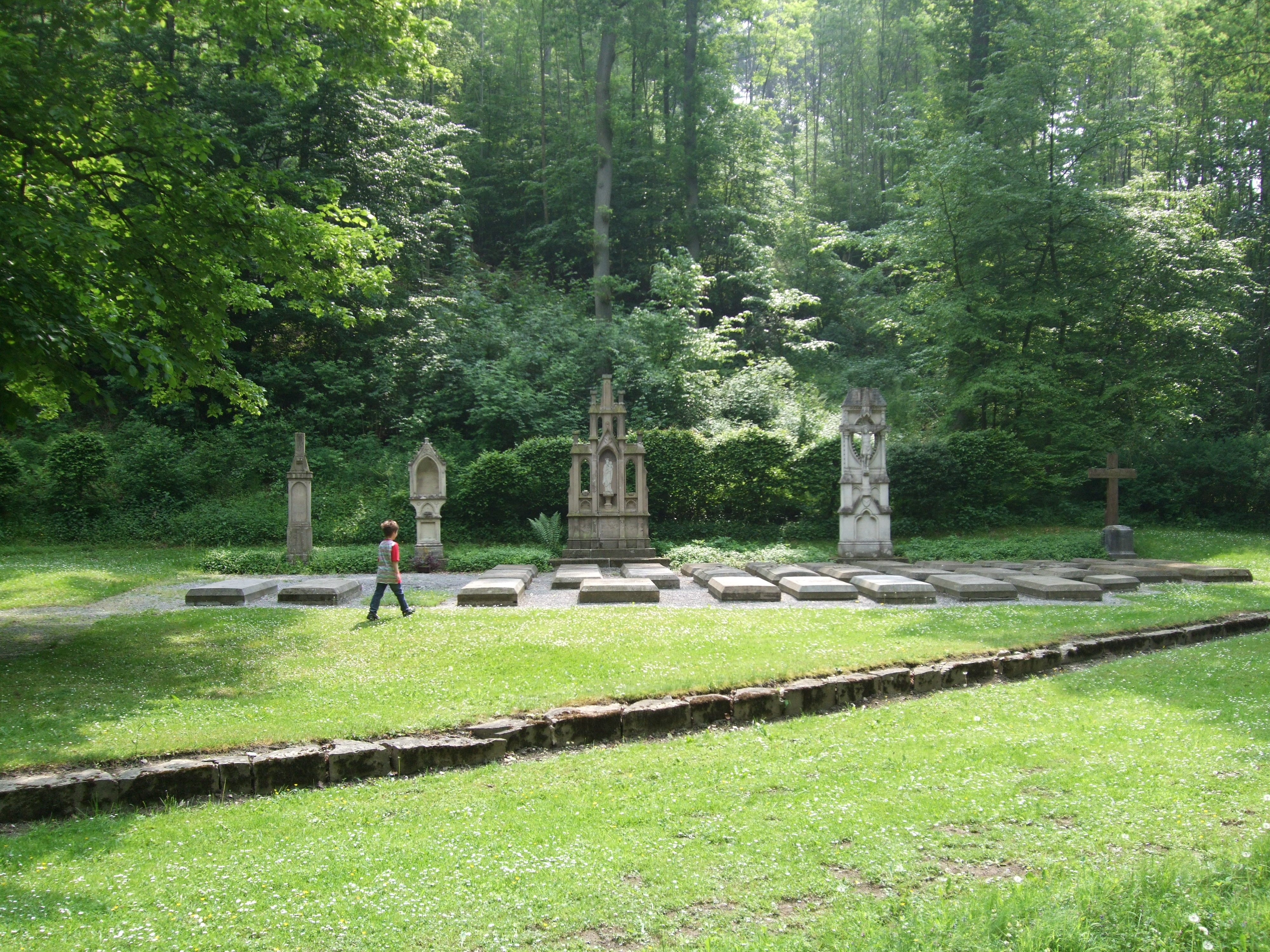
Erbgrabstätte Mallinckrodt

Die Meinolfuskapelle ist eine Kapelle in der ostwestfälischen Stadt Büren in Nordrhein-Westfalen. Sie befindet sich im Tal des Friedens an der Landstraße 818 zwischen Gut Böddeken und Altenböddeken.
An dieser Stelle befand sich eine Kapelle aus dem Jahre 1742, die jedoch später verfiel. Die heutige Kapelle wurde 1856 im Stile der Neugotik im Auftrag von Georg von Mallinckrodt errichtet. Vor der Kapelle befindet sich eine alte Linde.
Neben der Kapelle liegt die Erbgrabstätte der Familie von Mallinckrodt. Weiter südlich im Tal befindet sich der Soldatenfriedhof Böddeken.